# تداتیوکستین
تداتیوکستین (انگلیسی: Tedatioxetine) یک داروی ضد افسردگی آزمایشی است.